# Comité de guerre
Le Comité de guerre est une institution instaurée en France à deux reprises.

## Sous la Révolution française
Le Comité de guerre (ou Comité militaire) est l'un des plus importants, sinon le plus important des comités de la Convention nationale, assemblée constituante qui siège en France de 1792 à 1795.
Son importance demeure même après la création du Comité de salut public. Chargé de tout ce qui avait rapport à la guerre et des projets de lois militaires, il voit sa compétence de plus en plus réduite depuis l'entrée de Lazare Carnot au Comité de salut public.

## Pendant la Première Guerre mondiale
Lors de la Première Guerre mondiale, le Comité de guerre est un gouvernement restreint institué fin 1916 en s’inspirant du War Cabinet britannique. Il traite des effectifs de l'armée, de l'armement, des services de santé et de l'intendance. 
Le 22 juin 1918, le Comité de guerre retire au commandant en chef des armées françaises en titre, le général Pétain, son droit d'en appeler au gouvernement en cas de désaccord avec Foch, commandant en chef des armées alliées.